# Bazyli Krzysztof Krukowski
Bazyli Krzysztof Krukowski herbu Korwin (zm. w 1708 roku) – stolnik piński w latach 1690-1700, podstarości upicki w latach 1677-1686, podstoli mozyrski w latach 1674-1691, skarbnik mozyrski już w 1667 roku, skarbnik mścisławski już w 1666 roku do 1671 roku.
Poseł sejmiku upickiego na sejm nadzwyczajny 1693 roku.